# Museo Nacional de Medicina del Ecuador
El Museo Nacional de Medicina de Ecuador, en Quito, fue fundado por el Dr. Eduardo Estrella el 5 de marzo de 1983.
La misión del Dr. Estrella fue la de pintar un cuadro completo de la medicina nativa -natural de América del Sur- para preservar el patrimonio de la Historia de la Medicina. Los principales elementos del museo incluyen la medicina aborigen, la nutrición y la salud, la arqueología médica y las plantas medicinales. También hay una sección dedicada a la medicina colonial en América del Sur. Por otro lado, tiene documentos de la institucionalización de la medicina académica, los hospitales y la educación médica, la medicina religiosa e instrumentos de la farmacia colonial. Hay elementos de la medicina republicana: instrumental médico-quirúrgico, artículos del laboratorio clínico y de consultorios dentales. 

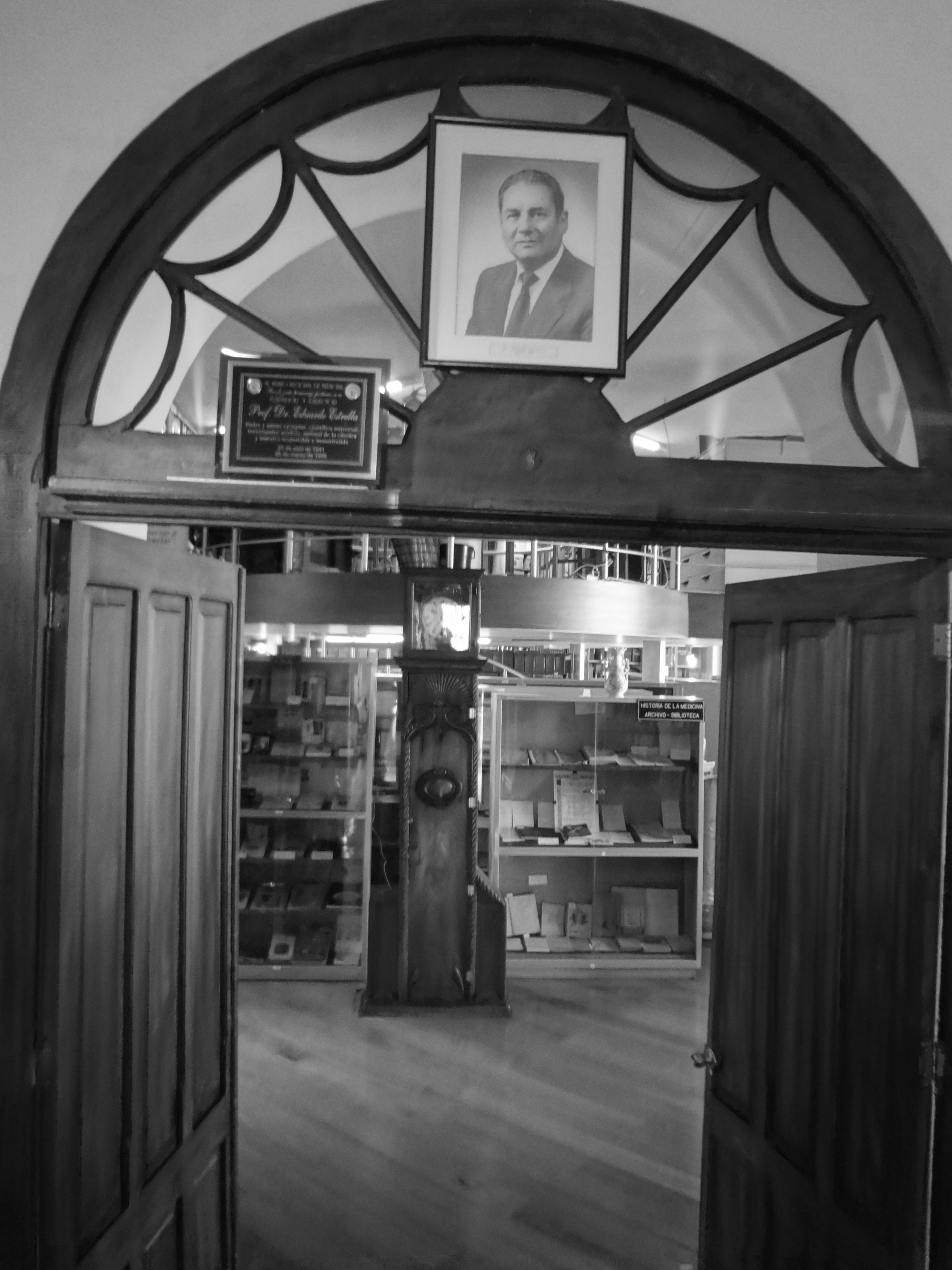
El Museo Nacional de Medicina de Ecuador fue establecido en 1982 por el Dr. Eduardo Estrella

El Museo Nacional de Medicina de Ecuador fue establecido en 1982 por el Dr. Eduardo Estrella Aguirre y muestra la historia y evolución de la medicina en Ecuador. Contiene exhibiciones sobre la medicina tradicional indígena, la influencia de las prácticas coloniales y el desarrollo de la atención médica moderna en el país. El museo sirve como un recurso para comprender la herencia médica del Ecuador y sus contribuciones a las ciencias de la salud.
El museo sirve como un recurso educativo, ofreciendo información sobre la intersección de la cultura, la historia y la ciencia en el desarrollo de la atención médica en Ecuador.  Con frecuencia alberga eventos, conferencias y visitas guiadas para estudiantes, profesionales médicos y público en general.  Cubre diferentes períodos, incluida la medicina indígena, la medicina colonial, la era republicana y los avances modernos, brindando información sobre cómo ha evolucionado la medicina en Ecuador.
Hay secciones dedicadas al desarrollo de campos médicos específicos como cirugía, farmacología y odontología.  El museo exhibe una amplia gama de instrumentos, documentos, libros y artefactos médicos históricos utilizados en la medicina tradicional y moderna.  Presenta exhibiciones sobre prácticas curativas indígenas precolombinas, medicina de la época colonial y la evolución de la ciencia médica en el país.